# Zagorje, Škocjan v Podjuni
Zagorje (nemško Saager) je naselje v Občini Škocjan v Podjuni v Okraju Velikovec na Koroškem v Avstriji.